# 最终幻想VII系列角色列表
最終幻想VII系列角色列表列出了史克威爾（現史克威爾艾尼克斯）出品角色扮演遊戲《最終幻想VII》中登場的角色，最初發布於1997年。遊戲跟隨著主角克勞德加入生態恐怖組織與大型企業神羅對壘，企圖阻止神羅繼續抽取星球生命作為能源。隨著劇情推進更是衝突加劇，世界的安全成為他們關注的核心，因為新的勢力出現帶來更大的威脅。克勞德和他的團隊終將面對世上知名的英雄——賽菲羅斯。
人物所居住的世界（在《最終幻想VII》中簡稱為「星球」，但追溯來名稱應為「Gaia」）與故事在多種媒體上有了延續，後續發表的電影和前傳、後傳遊戲都屬於稱為「Final Fantasy VII補完計劃」中的項目。
整個Final Fantasy VII系列自《王國之心》系列（克勞德作為客串角色登場）及《最终幻想VII 降临之子》（除克勞德以外的其他角色均有登場）才開始對作品安排配音。

## 玩家操縱角色

### 克勞德·史特萊夫
克勞德·史特萊夫（Cloud Strife，配音：櫻井孝宏）
《最终幻想VII》和《最終幻想VII：降臨之子》的主角。自稱是曾效力神羅的1st級神羅戰士，個性冷漠，和蒂法為同鄉的青梅竹馬。因艾莉絲之死而深深自責，對於艾莉絲與蒂法都有一定程度的感情。
本傳五年前，克勞德在瀕死邊緣成為「賽菲羅斯複製實驗計畫」的實驗體，但由於傑諾瓦細胞的「對人體精神面影響與操控」能力下，成為帶有混亂記憶與人格的個體，而真正的記憶則被埋入腦海深處，後在蒂法協助下找回真正的記憶與自我，並決心為了星球與艾莉絲率同伴對抗賽菲羅斯。
在大戰結束後因對機車的興趣，以此專長開了一家送貨公司，對於改造摩托車則有相當程度的熱衷，也因此送貨所得的報酬幾乎都投入於此道中。
在本傳的大戰後，星球於「星痕症候群」的肆虐下，克勞德也成為了患者之一。
年齡：21歲、身高：173cm、生日：8月11日、血型：AB型、出生地：尼福爾海姆

### 艾莉絲·蓋恩斯巴勒
艾莉絲·蓋恩斯巴勒（Aerith Gainsborough，配音：坂本真綾）
米德加第伍區的賣花女。古代種賽特拉的後裔，能與星球的意志進行「交談」。母親去世後由艾米娜收為養女。因身為古代種而遭受神羅的特務機關塔克斯的監視，但自己也不太清楚傳說中「應許之地」的所在。以杖作為武器。
在第伍區的教堂中種滿了花。因一次克勞德摔落教堂屋頂，使得她和克勞德相遇，隨後為了保護瑪琳而遭塔克斯帶走。在被克勞德等人相救後再次入隊。
艾莉絲被有着札克斯影子的克勞德所吸引，同時也是第二個察覺「虛假」克勞德的人，期望能與「真正」的克勞德見面。在與蒂法相識之後，兩人成為好友。
在獨自前往忘卻之都尋求召喚神聖魔法中，突然被從天而降的賽菲羅斯一刀刺殺，使懷中的魔晶石掉落水中。死後遺體被克勞德置於忘卻之都的湖中，而其意識仍存在於生命之流中。艾莉絲的聲音事實上已經成功傳達到星球內部，達成發動神聖魔法的條件，但由於賽菲羅斯的阻礙而無法即時順利發動。
年齡：22歲、身高：163cm、生日：2月7日、血型：O型、出生地：雪原村

### 蒂法·洛克哈特
蒂法·洛克哈特（Tifa Lockhart，配音：伊藤步）
米德加第七區的調酒師，擁有並打理酒吧「第七天堂」。與克勞德是兒時玩伴，感情不算很好，但克勞德曾多次救過蒂法及她的寵物貓。在尼福爾海姆少數的孩子中，因為姣好的外貌而受其他男孩子歡迎，不過克勞德卻一直對她比較冷淡。之後因為多次受其幫助而慢慢注意克勞德。蒂法的母親曾對她說克勞德有着天使的臉孔，而令蒂法覺得很開心。之後克勞德離開時與蒂法相約到鎮中心的水塔夜會，並約定在蒂法需要幫助時，克勞德會救她。
在《核心危機》，尼福爾海姆事故中被賽菲羅斯斬傷，成為導火線加入反神羅組織「雪崩」。同時，為了償還治療費用而在第八區賣蒸包。之後機緣巧合下認識了巴雷特、瑪琳、雪崩的成員潔西等，及繼承了第七區的酒吧「第七天堂」，並成為其調酒師。五年後（事實上應該大約為七年，只是克勞德並不記得自己成為實驗體並昏迷），與克勞德重逢，並推薦他為雪崩工作，之後作為萬能工在第七區工作。及後認識了艾莉絲、尤菲、赤紅XIII等人，一起對抗神羅及賽菲羅斯。
年齡：20歲、身高：167cm、生日：5月3日、血型：B型、出生地：尼福爾海姆

### 赤紅XIII
赤紅XIII（Red XIII，配音：市村正親（FFVII AC）→山口勝平（重製版））
本名納納奇（Nanaki）。長相類似狼的生物，會說人話，尾巴的末端是火焰。星球守護者，壽命可超過五百年以上。武器為髮飾。
心智年齡才十五歲，真實性格活潑愛玩，非常喜愛人類的娛樂活動，確認對方可以信任就會愛撒嬌。
初登場時作為寶條的生物樣本，和艾莉絲關在一起，後被巴雷特放出，逃出神羅大樓後和克勞德等人同行。2年前被寶條博士誤判為古代種而捕捉，家鄉在「雪崩」最初的成立之地星殞峽谷。
原本一直認為自己的父親塞特（Seto）是個懦夫，因為他在敵人入侵時獨自逃跑，但在星殞峽谷，從布根哈根的解釋下得知原來父親是為了解救了村莊犧牲了自己的生命。得知真相後那那基受啟發變得更成熟、有勇氣，並決定繼續和克勞德等人同行。
年齡：48歲（換算成人類年齡為15～16歲）、出生地：星殞峽谷

### 凱特·西
凱特·西（Cait Sith，配音：石川英郎）
一個友善的貓型機器人，自稱很會算命，但往往不怎麼可靠。武器是擴音器。
在最終幻想VII，他騎在一個胖莫古利機器人上，在續作改獨自步行或騎在赤紅XIII上。
實際上是由里維操控用來監視克勞德等人的工具，但在旅行中漸漸瞭解事態之後，成為克勞德的伙伴與對神羅的反間諜，並全力協助過克勞德一行人。名字發音為「Kett Shee」。
身高：100cm

### 尤菲·如月
尤菲·如月（Yuffie Kisaragi，配音：嘉數由美）
來自五臺的忍者少女。自稱「魔晶石獵人」。激動時會空揮拳頭並發出「咻咻咻！」的聲音。搭乘大多數交通工具都會有暈眩症狀。武器是手裏劍。
擅長略遜於魔晶石魔法的忍術，可透過投擲手裏劍和持有手裏劍，切換魔法和物理雙型態的全能戰士。
因為想要復興自己的故鄉，而成為了盜取他人魔晶石的小偷。和父親果陀不合，但兩人個性其實頗相似。突然現身在克勞德等人面前與其交戰，結果栽在主角群手上，後加入團隊。在五臺時偷走了克勞德等人的魔晶石並躲了起來，當被捉到時又欺騙了主角群再次逃走。後被好色男古留根尾捉走，受克勞德等人所救，再次加入主角群，但仍在找機會奪取魔晶石。
年齡：16歲、身高：160cm、生日：11月20日、血型：A型、出生地：五臺

### 文森特·瓦倫泰
文森特·瓦倫泰（Vincent Valentine，配音：鈴木省吾）
遊戲《地獄犬的輓歌 -最終幻想VII-》和《地獄犬的輓歌失落的插曲-最終幻想VII》的主角。
數十年前為神羅塔克斯的特務，愛戀著同屬神羅的科學家露克蕾西亞（賽菲羅斯生母），後被瘋狂科學家寶條殺傷，瀕死時作為實驗體被改造肉體，擁有可化身為不老不死魔物的能力，背負著非人的肉體繼續生存，有著「吸血鬼」的稱號。但改造實驗完成後文森特自責無法阻止露克蕾西亞被寶條當作傑諾瓦細胞的實驗體，而將自己封閉於神羅宅第的地下棺材中作為「贖罪」。
多年後被克勞德一夥喚醒，為了尋找寶條而入隊。旅程中在瀑布洞窟見到了露克蕾西亞，進而得知更多的事實。本傳的大戰後三年來獨自調查著戰後的世界，多少知道同伴所面臨的各種問題。
年齡：外表27歲（實際50多歲）、身高：184cm、生日：10月13日、血型：A型

### 希德·海溫德
希德·海溫德（Cid Highwind，配音：山路和弘）
飛空艇「海溫德（Highwind）」的船長。不斷地在抽菸、說髒話、鬧脾氣，但其實心地善良，相信科學至上主義。隨身武器為長槍。
過去是神羅的傳奇飛行員與頭號太空人，飛空艇「海溫德」就是以他為名。但在神羅資助下完成火箭、即將要完成上太空的夢想時，因為了救助手謝拉而按下緊急停止按鈕，後來神羅也停止了火箭計劃。現在依然向著遙遠的天空而奮鬥。
在路法斯前來將飛機「小野馬」要回時，因飛機被克勞德一夥開走而隨即搭上，之後便和他們同行。在巴雷特和蒂法要被神羅處刑時，和平常時常被海德格欺凌的船員一起搶了海溫德救走兩人。在克勞德因精神崩潰而離隊時擔任隊長一職。
年齡：32歲、身高：178cm、生日：2月22日、出生地：火箭村

### 塔克斯
塔克斯（Turks）
手機遊戲《危機之前：最终幻想VII》的主角群，是神羅公司旗下的特務機構，工作內容涵蓋神羅戰士人才的發掘的和隱藏不利公司的醜聞等，遊戲中由玩家扮演其中成員之一。

### 札克斯·菲爾
札克斯·菲爾（Zack Fair，配音：鈴村健一）
《核心危機 -最終幻想VII-》的主角。神羅的菁英神羅戰士，「虛假」克勞德的原型，同時也是克勞德的好友，亦與賽菲羅斯、安吉爾（札克斯的導師）有所關連。
性格開朗，樂於助人，包括敵對的傑尼希斯等人也曾受其幫助。人生終點為保護克勞德而被神羅戰士殺死，臨終把「毀滅劍」交給克勞德，說克勞德是他活著的証明。艾莉絲的初戀情人，兩人的意識仍存在生命之流中。
年齡：23歲（死亡年齡）、身高：185cm、血型：O型、出生地：貢加加

## 主要角色

### 賽菲羅斯
賽菲羅斯（Sephiroth，配音：森川智之）
神羅有史以來最強的神羅戰士，被稱作傳說中的英雄。在得知自己誕生的過程是一場研究計畫後開始投入調查，但因賈斯特博士已亡而無法得到充分的解答，而在感嘆賈斯特博士不在後，又被留下的資料所誤，產生了自己是星球原生古代種的誤解，但事後知道自己不是古代種，是來自外星異種的後裔而憎恨鄙視世上的一切。
在本傳使用黑魔晶石召喚隕石撞擊星球，以期豪奪星球自我修復的龐大生命能量，但最後被克勞德一行人阻止，戰敗後雖處於肉體消散的狀態，但其精神依舊存在於星球某處並產生了思念體，思念體的目的則是讓賽菲羅斯再度復生。
生父為寶條，生母則為露克蕾西亞。

### 雪崩
雪崩（AVALANCHE），由巴雷特率領、克勞德受雇、蒂法協助的反神羅組織，一直都和神羅公司作對。
除了巴雷特、克勞德和蒂法外還有三名成員協助，稍微有點自大和傲慢，但逐漸尊重克勞德的畢格斯（Biggs，配音：阪口周平）、很熱情友善的對待他人，但很容易失去鎮定的威吉（Wedge，配音：淺井孝行）以及相當著迷一些「華而不實的小東西」的一位炸藥專家（原金碟遊樂園的劇場女演員）潔西（Jessie，配音：森谷里美）。他們教導了克勞德對米德加鐵路系統和都市結構。最後三人沒能逃出崩毀的第柒區圓盤而犧牲。
在《重製版》系列中，原本在圓盤崩毀事件犧牲的三人命運稍有不同：威吉在事件中倖存下來，也進而讓克勞德等人發現了神羅企業更深層的重大機密，但最後被菲拉推出神羅大樓外摔死；畢格斯在《重製版》結局顯示倖存並剛剛轉醒，《重生》揭示他在圓盤崩毀事件中倖存下來並被帶到另一個世界，最終仍與原作呼應，被神羅兵槍殺死亡；潔西則下落未明，在結《重製版》局中昏迷的畢格斯旁邊桌上留有潔西的手套。

### 路法斯·神羅
路法斯·神羅（Rufus Shinra，配音：大川透）
前神羅公司副總裁。
在父親被賽菲羅斯殺害後晉升為總裁，自稱自己的作風和父親不同，要對米德加實施恐怖統治，是一個冷酷無情，狡猾和殘忍的獨裁者。。同時也是塔克斯的真正掌權者，因塔克斯一次的疏失而即將遭公司全員抹殺，當時還身為副總裁的路法斯救了他們，所以塔克斯們都相當忠誠於他。最終遭兵器怪物的光波炸毀自己身處的頂樓辦公室，而判定死亡。但實際上是在受到攻擊前幾秒就已啟動父親曾設下的緊急逃脫按鈕逃過死劫，但仍受了重傷。
本作的2年後的路法斯已改過自新，不再生產魔晄能源，並開始贖罪，目前正著重在復興神羅公司與贖罪的事務上。

### 曾
曾（Tseng，配音：諏訪部順一）
隸屬神羅公司總務部調查科、治安維持部門的精銳部隊塔克斯的隊長。負責監視作為古代種後裔的艾莉絲，但也曾暗中照顧她。武器是手槍。在炸毀第柒區圓盤事件中，將艾莉絲帶走。
過去曾和札克斯是好友，還曾一起出過任務。

### 雷諾
雷諾（Reno，配音：藤原啓治）
塔克斯的菁英份子。和路德是搭檔。以休息中則不工作為原則的工作享受者，說話習慣在句尾加上「的說～」。武器是神羅製的警備棍。和克勞德一夥是敵人，但曾為了救出伊莉娜而短暫合作。
在炸毀第柒區圓盤事件中，曾與克勞德等人短暫交戰過。後來受命尋找克勞德等人和賽菲羅斯。

### 路德
路德（Rude，配音：楠大典）
塔克斯的菁英份子。和雷諾是搭檔。光頭和墨鏡是其特徵。個性沈默寡言，喜歡蒂法。以拳頭作戰。和克勞德一夥是敵人，但曾為了救出伊莉娜而短暫合作。
曾與克勞德等人短暫交戰過。後來受命尋找克勞德等人和賽菲羅斯。

### 伊莉娜
伊莉娜（Elena，配音：豐口惠美）
塔克斯的新隊員。喜歡曾。因雷諾與克勞德交戰後受傷，而臨時遞補的隊員。看不慣雷諾和路德的「工作美學」，個性認真卻又粗心大意。
在五臺曾被好色男古留根尾捉走，後被和克勞德等人合作的雷諾、路德救出。

### 里維·杜耶斯提
里維·杜耶斯提（Reeve Tuesti，配音：銀河万丈）
前神羅公司的都市開發部部長，對前總裁的蠻橫作風感到不滿。
神羅公司中唯一一個以百姓利益為重的高層幹部，曾多次反對公司犧牲人民的政策，但均徒勞無功。曾藉凱特·西（Cait Sith）之口嚴詞譴責巴雷特只顧自己想法而炸毀壹號魔晄爐、造成大量居民死傷。
以神羅間諜的身份，操縱遙控機械凱特·西混進克勞德一行，但在旅行中漸漸瞭解事態，後成為克勞德的伙伴與對神羅的反間諜，並大力協助克勞德一行人。後創立了世界再生組織（World Regenesis Organisation）以恢復星球環境。

### 寶條博士
寶條（Hojo，配音：野澤那智（CC FFVII）→千葉繁（重製版））
神羅公司化學部門的負責人。近乎瘋狂的科學家，賽菲羅斯生父。
殺害艾莉絲之父賈斯特博士，並奪取其所有研究資料的瘋狂科學家。非常的自以為是，認為自己是難得一見的絕世天才，但在瞭解內情人的眼中，他不過是只會利用賈斯特博士資料的普通科學家罷了。除了自己的研究什麼也不關心、把他人都看作自己的「試驗對象」。
為了執行「傑諾瓦計畫」，對露克蕾西雅肚子裡自己的親生小孩注入傑諾瓦細胞，寶條是賽菲羅斯的父親，但賽菲羅斯並不知道這點。

### 露克蕾西亞·克蕾聖特
露克蕾西亞·克蕾聖特（Lucrecia Crescent，配音：夏樹莉緒（DC FFVII））
賽菲羅斯生母。被寶條所利用，稱賽菲羅斯為她可憐的孩子，也似乎在生下賽菲羅斯就被迫分離，最後獨自在洞窟中，而賽菲羅斯也似乎不知道這位生母的存在。
在本作中，露克蕾西亞自由活動於洞窟之中，並向文森特打聽賽菲羅斯的消息。然而在《地獄犬的輓歌》中，露克蕾西亞卻被封印在水晶體中，之中發生的什麼緣故，也暫時不得而知。

### 瑪琳·華勒斯
瑪琳·華勒斯（Marlene Wallace，配音：黑葛原未有（FFVII AC）→諸星堇（FFVII ACC）→梅崎音羽（重製版））
巴雷特的好友戴因的女兒，是巴雷特戰鬥的動力。
在本作結束後與蒂法住在新城鎮「邊緣」的第七天堂酒店，並且照顧著丹澤爾，個性較為獨立自主，敢面對強勢。

## 最終幻想VII
神羅總裁（President Shinra，配音：若山弦蔵）
神羅公司的第一任總裁，神羅原本只是一個小小的武器開發公司，後來逐漸發展成了統治世界的大型軍事企業。主張利用金錢來領導人民和執政，他為了利益不擇手段，徹底排斥反對的人，拋棄弱者。因為為投票者提供了方便而豐富的生活，從而巧妙地控制著民意，掌握媒體等各方資源。在發現兒子路法斯是以灌輸恐怖的風格來行事，因此將他遠離公司的事務。在世界各地建設了魔晄爐，並積極尋找「應許之地」，企圖建立一個「新米德加」。在查覺到雪崩等人的行為後下令炸毀了第柒區圓盤陷害雪崩。然而，最後遭賽菲羅斯殺死，路法斯也因此成為了總裁。
海德格（Heidegger，配音：長克巳）
屬神羅公司的治安維持部門，此外還負責和塔克斯有關的事。在前總裁時代呼風喚雨，但事實上沒有什麼能力，因而常被路法斯責罵，並因此遷怒部下。身材肥胖，總一心想抓到克勞德一行人，且還喜歡「嘎哈哈」的大笑，路法斯似乎不太喜歡他這樣笑。最後和史卡蕾特一起駕駛巨大機器人要殺死克勞德等人，反被擊敗後被捲入機器人的爆炸中死亡。
史卡蕾特（Scarlet，配音：勝生真沙子）
屬神羅公司的兵器開發部門，渴望做出完美的武器來，個性殘忍高傲，瞧不起沒有能力的海德格。喜歡「卡哈哈哈」的笑。是以前把巴雷特的故鄉屠村的主使者。最後和海德格一起駕駛巨大機器人要殺死克勞德等人，反被擊敗後被捲入機器人的爆炸中死亡。
帕爾默（Palmer，配音：龍田直樹）
神羅公司宇宙開發部門部長，在幹部當中年紀最大，但並非特別有威嚴或發言權。雖然是凝聚了最先進技術而設立的部門，該部門卻因為火箭發射失敗被打入冷宮，因此閒得發慌。喜歡喝添加豬油的紅茶，會發出「呼喲喲」的獨特笑聲。
布根哈根（Bugenhagen，配音：多田野曜平）
收養赤紅XIII的長老。年齡已130歲，乘著綠色浮空的古怪男人。以前是神羅的員工，退休後在星殞峽谷研究星命學，在那她發現了科技和自然和諧地共存。在星殞峽谷給克勞德等人看了他的天文台，並告訴他們神聖魔法的事情、如何打倒賽菲羅斯和拯救星球。最後因為年老而過世。
強尼（Johnny，配音：加瀨康之）
從第柒區貧民窟出發闖蕩世界的年輕人，喜歡蒂法。兩年前最後出現與太陽海岸，並且有一女朋友，蒂法在此也與強尼聊的忘我。大戰之後，在《ACC》OVA中魔晄都市邊緣所出現的小酒吧的主人似乎就是他。

## 危機之前
維爾多（Verdot）
嚴格的塔克斯前任領導人。以前是卡姆鎮的村民，有一個女兒叫費力西亞（Felicia），還有一個妻子。由於他的錯誤指揮，使村子被夷為平地，他以為她們在那時就已經死了。實際上，他的女兒沒死，並且遊戲最終揭露了她的身份，她就是雪崩組織的頭目艾芙。很在意塔克斯和艾芙，發現艾芙還活著後背叛了神羅。即使沒有在其他電影或遊戲中出現，維爾多只在故事中被提到了。

## 降臨之子
丹澤爾（Denzel，配音：池田恭祐）
因第柒區事件而喪失父母後，闖蕩魔晄都市廢墟中被克勞德帶回並患有星痕症候群的小男孩，非常崇拜克勞德，個性與克勞德類似，但依賴感很強。
卡達裘（Kadaj，配音：森久保祥太郎）
賽菲羅斯思念體的首領，留著半長髮，劉海蓋快住一半的容貌，表徵賽菲羅斯對母親的思念，個體當克勞德為哥哥、家人，並視之為的家族的叛徒，擅長用雙股刀（兩片刀鋒疊合成一把的武士刀），性格憤世嫉俗，渴望着被媽媽傑諾瓦所重視。
亞祖（Yazoo，配音：岸祐二）
賽菲羅斯思念體的一員，長髮，表徵賽菲羅斯的冷酷、瘋狂，擅長用槍刃，外型是最接近賽菲羅斯的思念體。
羅茲（Loz，配音：乃村健次）
賽菲羅斯思念體的一員，短髮，表徵賽菲羅斯對母親的失落感，一提到母親就勾動哭泣神經與悲傷，擅長用手部的電擊護手爪、移動速度快。口頭禪是「來玩吧」。

## 地獄犬的輓歌
夏露雅·路伊（Shalua Rui，配音：淺川悠）
WRO技術部的天才科學家。加入WRO以前，與神羅戰鬥過，失去了左腕而裝上了義手，就連內臟也是由人工打造的。
魏斯（Weiss，配音：中田讓治）
極色組裡最強的戰士，稱號「純白帝王魏斯（Weiss the Immaculate）」，除了出任務和訓練的時候，被長期用帶電的鎖鏈鎖在座位上。Restrictors（深層禁地的領導）還把晶片植入他體內，如果他們死了，就會在魏斯的體內放出病毒，使他在三天死去。被寶條奪取了身體，後來被弟弟尼祿用黑暗使寶條的控制減弱，當弟弟求魏斯和他一起，不要再分開的時候，滿足了他的願望。速度非常快，武器是兩把稱為「天」和「地」的槍刃。也是奧米加的宿主。
「Weiss」在德文裡是白色之意。
尼祿（Nero，配音：置鮎龍太郎）
極色組成員之一。稱號「漆黑黑暗尼祿（Nero the Sable）」。根據只在日本發行的《地獄犬的輓歌》網上遊戲，和哥哥魏斯般，被Restrictors長期用帶電的鎖鏈鎖在柱上，玩家能看到他痛苦中叫了聲哥哥。是在深層禁地裡進行的G計劃的實驗品（因此有傑尼希斯的細胞），但哥哥的實驗是用純粹的魔晄（為了使他能成為奧米加的容器），尼祿則是用停滯的生命之流（負能量），因此尼祿成了黑暗的容器，一出生時他的黑暗就把他的母親吞噬掉。
阿祖爾（Azul，配音：玄田哲章）
DG神羅戰士。稱號「蒼藍阿祖爾（Azul the Cerulean）」。
羅瑟（Rosso，配音：田中敦子）
DG神羅戰士。稱號「朱紅羅瑟（Rosso the Crimson）」。

## 核心危機

### 安吉爾·修雷
「神羅集團」的神羅戰士（soldier），級別為1st。特徵是向後梳的黑髮，下巴蓄著鬍鬚，強壯。與傑尼希斯是童年的好友。個性勤勉踏實，關心他人如同札克斯的兄長。「神羅戰士應該要抱持著夢想（夢を持て）」的信念就是由他傳授給札克斯的。此外還偷偷給札克斯取了「小狗」綽號。由於賽菲羅斯的高高在上和傑尼希斯的孤僻，安吉爾事實上成為神羅戰士的精神領袖。其實力近於前兩人，曾以一己之力抵擋兩人的攻擊。武器是「毀滅劍（Buster Sword）」，但是很少看到他使用，在一開始五臺戰鬥中據他自己所說，劍用了就會弄髒磨損，因此盡量避免使用，戰鬥前會先提劍祈禱，但曾一次為了救札克斯而使用並表示比起自己的劍還是札克斯較重要。此外安吉爾在民間還有粉絲俱樂部「森林會」，曾傳遞給玩家一些安吉爾的私人信息，如他喜歡大自然和烹飪，安吉爾死後決定解散，但會員仍會持續發送信息。
故事一開始安吉爾讓札克斯進行神羅的模擬訓練，並在執行前提醒他要穩住，當札克斯成功使模擬訓練中的一輛被偽裝神羅戰士的五臺兵佔據的列車引導至魔晄爐第一站。但札克斯卻被突然出現於身後的賽菲羅斯（虛構）以武力壓制，在安吉爾即時趕到後才化解了危機，後對札克斯說一句「神羅戰士應該要抱持著夢想」後離去。
在參與五臺戰鬥前先向札克斯介紹了自己的故鄉巴諾拉村，後同意讓他率先進城。在聯絡札克斯告知五分鐘後將發生爆炸要前者盡速離開，但因札克斯大意而受敵人攻擊，安吉爾便迅速地使用「毀滅劍」將敵人殺死並扶了札克斯一把，使兩人友誼更佳堅定。在以一己之力對付五臺兵時叫札克斯先行離開，但安吉爾在擊敗完對手後就此失蹤，使隨後趕到的札克斯和賽菲羅斯難以置信，安吉爾就此疑似有叛變嫌疑而被神羅發出追殺令。
故事中表明安吉爾其實是「G計劃」完美的產物，父親霍蘭德，母親吉莉安都是神羅的研究員。右後背長有兩片白色的翅膀。最後安吉爾將複製的怪物們聚集到了身邊並和自己結合，變成「贖罪者安吉爾」（Angeal Penance）和札克斯展開對決，死前把「毀滅劍」交給札克斯，便安祥地闔上雙眼。在札克斯被寶條帶走後，原本死去的安吉爾突然出現在札克斯面前，離開後才使囚禁札克斯的玻璃管破裂。
其複製體還曾在札克斯和傑尼希斯對戰時出面保護昏迷的克勞德，和追來的神羅兵戰鬥完後便死亡。且最後在札克斯戰死時安吉爾拉了他一把一起回到了星球中。
在和傑尼希斯與賽菲羅斯的回憶中曾使用神羅的士兵劍戰鬥，「毀滅劍」則是揹於身後，但因不想讓劍磨損而不常使用。外型呈斬首大刀，刀身有兩個中空的洞，沒有護手。死前託付給札克斯傳承其意志。
「贖罪者安吉爾」是安吉爾將自己的複製體和自身融合的異樣姿態，特徵是長髮，雙眼緊閉，單翼，三條尾巴和四足模樣，腹部還有一張大口，武器是三叉戟和盾。攻擊技能多樣，幾乎每一部位都能發動技能，擁有相當強勁的實力。贖罪者安吉爾型態施展的技能命名取自為七宗罪。

### 傑尼希斯·拉普索道斯
「神羅集團」的神羅戰士，級別為1st（後成為追捕對象）。特徵是褐色短髮，身著有黑色護肩的正紅色皮大衣和高領衣，右耳佩帶耳飾的男子。個性好戰、孤僻，說話帶有暗示的意味，與賽菲羅斯、安吉爾·修雷是好友，與安吉爾是童年玩伴，對賽菲羅斯抱有強烈的敵對意識，還曾表示「這個世界需要個新英雄」，不認為自己會輸給他。在《地獄犬的輓歌》中作為隱藏角色「G」登場。名字「Genesis」意味著創世主之意。熱衷「敘事詩《LOVELESS》」，經常吟誦著《LOVELESS》的詩句。很擅長火魔法和黑魔法，曾以一記火球打飛札克斯。此外CG中傑尼希斯還曾發射出數枚火炎彈，其火炎彈還具有誘導能力。持有召喚獸巴哈姆特和巴哈姆特烈。傑尼希斯也有粉絲俱樂部「紅色皮大衣」，其俱樂部會員會販售他的相關商品，在傳聞傑尼希斯死亡時會員們仍相信他還活著，實際上俱樂部的金融贊助者就是傑尼希斯的父母。此外還有第二個俱樂部「研究部」，會員們會編譯《LOVELESS》，使它成為一本相當暢銷的書。
傑尼希斯也是「G計劃」的產物（失敗品），左後背長有一支黑色的翅膀，同安吉爾一樣有飛翔、複製的能力。為了阻止自身的「劣化」，根據「敘事詩《LOVELESS》」的記載尋找「女神的贈禮」，同札克斯等人發生衝突。在札克斯等人攻克五臺的戰役中帶著大批神羅戰士失蹤，回到自己的出生地巴諾拉村屠殺村民和自己的父母，遭到神羅公司的追捕，此為本作的發端，之後其各式各樣的複製體接二連三出現入侵神羅。此外因自身劣化關係使他的頭髮隨著劇情越來越翻白。在莫迪歐海姆附近的魔晄發掘基地中，因傑尼希斯（劣化開始的單翼狀態）不悅和自己合作的霍蘭德（ホランダー）無法治癒自己而用劍對其逼問，在正要殺死他時被突然出現的札克斯阻止，並和後者展開對決，敗北後自行掉落至後方的深淵消失，但沒死。
最後在訣別之門中以突變的「傑尼希斯化身」（Genesis Avatar）姿態被札克斯打敗時還一度想再戰，但實際上是想說離劣化而故意放水（髮色變回原色），後見到了真正的女神，且星球的女神米涅瓦（Minerva）還治癒了他的劣化。札克斯離開後，昏迷中的傑尼希斯被DG神羅戰士魏斯和尼祿抱走，為《地獄犬的輓歌》埋下伏筆。傑尼希斯和深層禁地裡最強的戰士「純白帝王」魏斯（Weiss）有著某種「兄弟」的關係（因為魏斯和其他精英成員都是地底下的G計劃的實驗產物，他們都有傑尼希斯的細胞）。
他被帶走後一張紙片從天而降，「即使是沒有約定的未來，我也必定會回到你身邊。成為星球的希望之露。於大地的盡頭，天空的頂端，遙遠的水面」，還在結尾處留下了「LOVELESS」字樣。
武器赤劍為一把護手呈單羽翼造型的赤色身寶劍，可藉由詠唱咒文來使劍泛出紅光，增強破壞力，傑尼希斯甚至還曾以劍身抵擋賽菲羅斯的「居合斬」。
「傑尼希斯化身型態」為傑尼希斯吸收女神果實後的異樣型態，特徵是全身有赤色裝甲，身型巨大，下半身固定於地下，右背後為似光輪造型，左背後為赤翼，持有巨劍。魔法風格多樣，有召喚士兵的能力。解除型態後傑尼希斯的劣化得以復原。

### 其他角色
希絲妮（Cissnei，配音：中田明日見）
塔克斯史上最年輕的成員。形象取自《危機之前》的玩家角色。和尤菲同樣老家在五臺，所以武器是巨大的手裏劍。自幼是孤兒，被神羅公司扶養長大，並施加嚴格的訓練。見到傑尼希斯（複製體）的翅膀後向札克斯感慨小時候對自由的憧憬，並透露「希絲妮」並非真實的名字，還說等到札克斯順利脫逃後要把真名告訴他。在遊戲主線和簡訊中可看出對札克斯有著特別的感情。真正的名字似乎在《危機之前》中由玩家來決定，所以直到最後也沒有說出。在札克斯的老家貢加加時曾被札克斯的父母問起「是否願意當我們的兒媳」，札克斯追問她是如何回答的時候一笑而去。其實她就是《FFVII》艾莉絲所提到的「札克斯的另一個女朋友」。《重生》中再次登場，並已退出神羅，由於知道札克斯已故，留在札克斯的故鄉貢加加照顧他的雙親，隱瞞札克斯死亡的事實，並擔任村子內的隊長。
拉薩德（Lazard，配音：森田順平）
《CC FFVII》時代的神羅戰士的最高負責人。想為被神羅拋棄的母親而復仇。最後為了護衛克勞德力竭而死。
霍蘭德（Hollander，配音：大和田伸也）
神羅公司的科學家。安吉爾的父親。和拉薩德為合作關係，擁有邪惡的想法。最終被札克斯解決掉。
康賽爾（Kunsel，配音：北澤力）
神羅戰士，級別2nd。札克斯的友人。憧憬著成為安吉爾一樣的人。不時會提供一些神羅的情報給札克斯。
路克西雷（Luxiere）
非常尊敬札克斯的2nd神羅戰士。
吉莉安·修雷（Gillian Hewley，配音：池田昌子）
安吉爾的母親。是巴諾拉村的唯一倖存者。內疚於自己的罪孽而選擇自殺。

## 其他角色
賈斯特（Gast Faremis）
艾莉絲的父親。擁有高超的科學技術，對古代種與傑諾瓦有者相當程度的瞭解與研究，也因此成為寶條所無法超越的障礙，成為被寶條所殺的起因之一，賽菲羅斯也曾在海姆村調查事件中評判過寶條無法超越賈斯特博士之發言，賽菲羅斯對賈斯特也多有正面的評價。
謝拉（Sierra）
希德·海溫德的女友，照顧並打理希德的生活起局。希德曾經為救正在檢查火箭內氧氣罐的謝拉而讓上太空的夢破滅，之後謝拉長期受到希德的輕蔑責罵，但自認為自己有責任承受這一切而毫無怨懟。後來事實證明了謝拉當初的擔憂是正確的，希德也向她認錯。大戰結束後兩年兩人成為了夫妻。